# Fat Wreck Chords
Fat Wreck Chords é uma editora discográfica independente, fundada na Califórnia (Estados Unidos) em 1990, pelo Baixista e Vocalista da banda NOFX, Fat Mike, com a sua namorada (atual ex-mulher) Erin Kelly-Burkett.
Também conhecida pelo diminutivo Fat Wreck, é uma das maiores editoras do género Punk rock, a nível mundial, tendo lançado mais de 300 albums de bandas como NOFX, Lagwagon, Against Me!, Anti-Flag, Rise Against, Propagandhi ou Mad Caddies.

## História
A Fat Wreck Chords (em inglês lê-se Fat Records, traduzido como "albums gordos") foi fundada por Michael Burkett (mais conhecido por Fat Mike) em Berkeley (Califórnia), juntamente com a sua namorada Erin Kelly, em 1990. Em sintonia com a mentalidade Punk DIY, Fat Mike pretendia criar uma editora que permitisse lançar os álbums da sua banda (NOFX) de forma independente, com total controlo sobre a distribuição e lucros dos mesmos, à semelhança do que acontecia na Epitaph Records, editora dos Bad Religion e na qual os NOFX participavam há alguns anos. Procurava também servir de plataforma de lançamento para outras bandas do mesmo género musical que partilhassem da mesma mentalidade.
Com o aumento das bandas que faziam parte do seu catálogo, a editora cresceu exponencialmente durante os anos 90, concentrando a sua atividade em São Francisco (Califórnia). Até ao final de 1999, a Fat Wreck vendeu mais de 1 milhão de álbuns por ano, com uma equipa de 18 funcionários distribuídos por quatro escritórios.
A Fat Wreck possui duas subsidiárias (Honest Dons e Pink & Black), que lançaram alguns albums sob a sua alçada, de bandas como Chixdiggit, Teen Idols, Fabulous Disaster ou Dance Hall Crashers.
Apesar do seu sucesso comercial, a ideologia punk dos seus fundadores levou a que a Fat Wreck Chords nunca tenha oficialmente pertencido à Associação Americana da Indústria de Gravação, embora tenham sido incluídos na sua lista de membros contra sua vontade, por várias ocasiões, e posteriormente solicitado a sua remoção da mesma.
Um documentário sobre a história da Fat Wreck Chords foi lançado em 2016, no Festival Internacional de Cinema de Dallas.

## Política e modelo de negócio
Uma das características que melhor distingue a Fat Wreck das restantes editoras discográficas, é o facto de apenas assinarem contratos com bandas relativos a um único álbum. Isto permite que as bandas do seu catálogo optem por lançar novos trabalhos noutra editora, caso o pretendam fazer. Em diversas situações, bandas da Fat Wreck (NOFX incluídos) lançaram albums noutras editoras, e virse versa.
Com uma vincada mentalidade punk, a editora e várias das suas bandas participam regularmente em movimentos políticos e de protesto, geralmente, em sintonia com movimentos de Esquerda.
Em 2004, criaram a plataforma Punkvoter, com o objetivo de sensibilizar os jovens americanos a participar na Eleição presidencial nos Estados Unidos em 2004, a favor de John Kerry e contra George W. Bush.

## Catálogo de bandas na Fat Wreck Chords

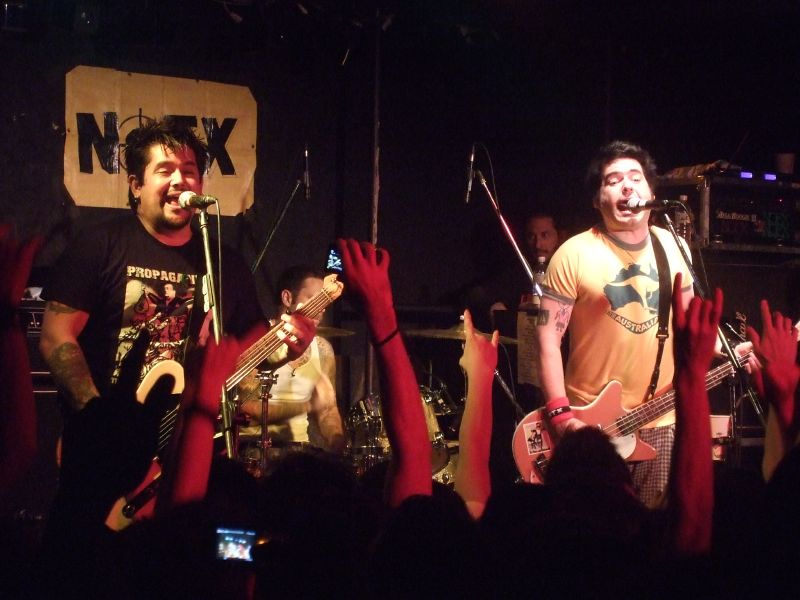
A Fat Wreck foi criada originalmente para lançar os albums dos NOFX.

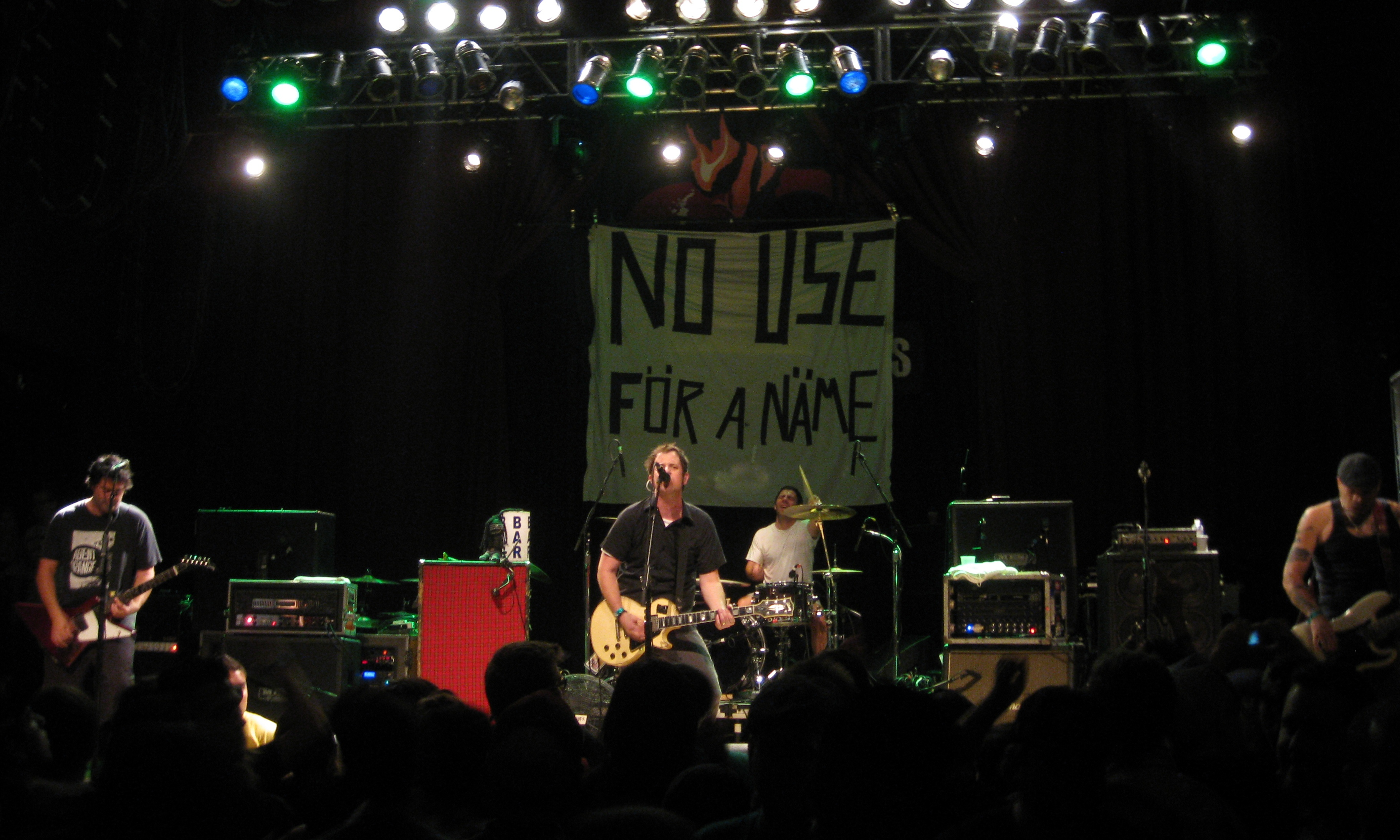
Os No Use for a Name permaneceram na Fat Wreck durante a maior parte da sua carreira, até à morte do vocalista Tony Sly.

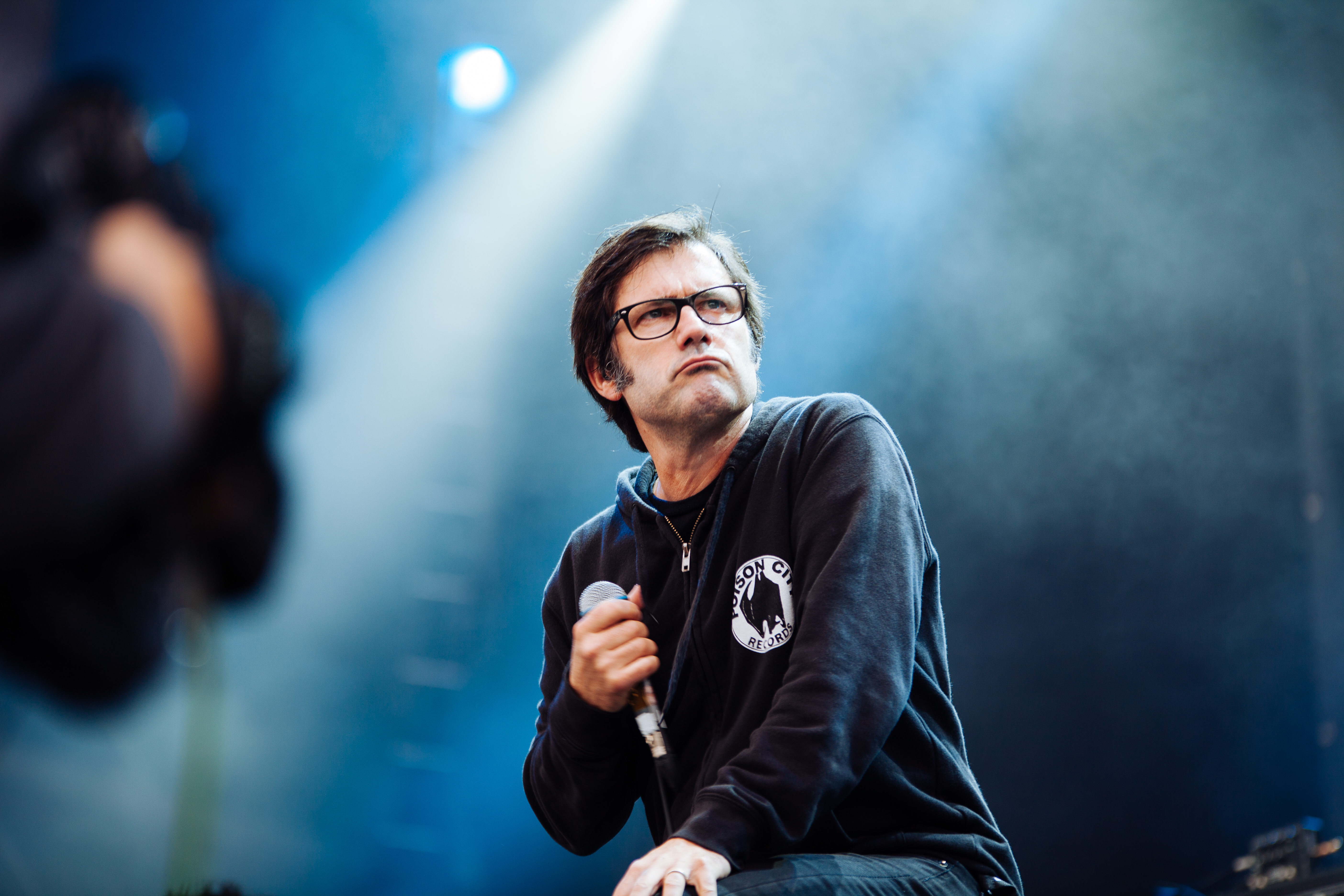
Os Lagwagon foram a primeira banda a assinar com a Fat Wreck Chords e continuam ligados à editora, tendo editado 7 albums de estúdio.

Embora a política da Fat Wreck Chords permita que as suas bandas mudem de editora discográfica após cada album lançado, alguns grupos permaneceram ligados à gravadora durante a maioria ou totalidade da sua carreira, como os Lagwagon, No Use for a Name, Mad Caddies ou Strung Out. Outras, como os Rise Against, eventualmente decidiram assinar por uma editora que lhes permitisse uma maior distribuição. Abaixo encontram-se as bandas que fazem parte do atual catálogo da Fat Wreck, bem como aquelas que lançaram albums na editora, mas já não estão ligados à mesma:

### Atualidade

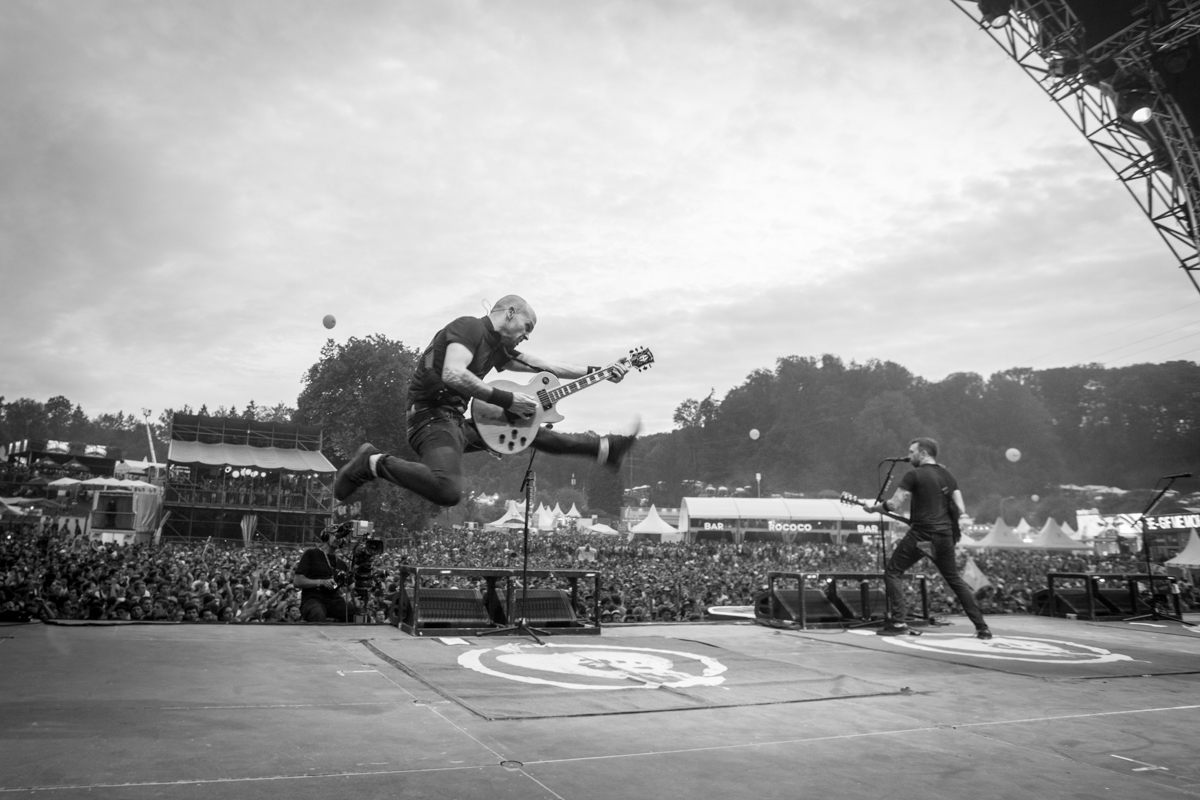
Após atingirem uma notoriedade mundial, os Rise Against assinaram com a Virgin Records.

- American Steel
- Bad Cop/Bad Cop
- Banner Pilot
- The Bombpops
- Chixdiggit!
- Closet Fiends
- Clowns
- C.J. Ramone
- Dead to Me
- Dillinger Four
- Direct Hit
- The Dirty Nil
- Ellwood
- Face To Face
- Frenzal Rhomb
- Get Dead
- Good Riddance
- Hi-Standard
- Lagwagon
- The Last Gang
- Leftöver Crack
- The Lillingtons
- Mad Caddies
- MakeWar
- Me First and the Gimme Gimmes
- Mean Jeans
- Morning Glory
- Night Birds
- NOFX
- Old Man Markley
- PEARS
- Randy
- The Real McKenzies
- Sick of It All
- Snuff
- Strung Out
- Sundowner
- Swingin' Utters
- Teenage Bottlerocket
- ToyGuitar
- Uke-Hunt
- Useless ID
- Western Addiction

### No passado
- 88 Fingers Louie (Bird Attack Records)
- Against Me! (Total Treble Music)
- Anti-Flag (Spinefarm Records)
- The Ataris (Paper + Plastick)
- Avail BNA
- Bad Astronaut BNA
- Big In Japan BNA
- Bracket (Head2Wall Records)
- Bullet Treatment BNA
- Citizen Fish (Alternative Tentacles)
- Cobra Skulls BNA
- Consumed ASA
- Descendents (Epitaph Records)
- The Dickies (Dream Catcher Records)
- Diesel Boy BNA
- Epoxies BNA
- The Fight (Repossession Records)
- The Flatliners (Rise Records)
- Goober Patrol (Hulk Räckorz)
- Guns n' Wankers BNA
- The Lawrence Arms (Epitaph Records)
- Less Than Jake (Pure Noise Records)
- The Loved Ones BNA
- Love Equals Death BNA
- Masked Intruder (Pure Noise Records)
- MxPx (Rock City Recording Company)
- Nerf Herder (Oglio Records)
- None More Black BNA
- No Use for a Name BNA
- Only Crime (Rise Records)
- Paint It Black (No Idea Records)
- Pour Habit ASA
- Propagandhi (Epitaph Records)
- Rancid (Hellcat Records)
- Rise Against (Virgin Records)
- The Sainte Catherines BNA
- Screeching Weasel (Recess Records)
- Screw 32 BNA
- Smoke or Fire BNA
- The Soviettes BNA
- Star Fucking Hipsters BNA
- Strike Anywhere (Bridge 9 Records)
- Subhumans (Bluurg Records)
- Tilt BNA
- Tony Sly (falecido)
- Wizo ASA
- Zero Down BNA

BNA :Banda não ativa atualmente.
ASA :Banda atualmente sem editora.